# Almada (freguesia)
Almada è una ex freguesia portoghese facente parte del comune omonimo. Conta 16.584 abitanti e ricopre un'area di 1.42 km².

## Geografia fisica
La feguesia di Almada confina a nord con il fiume Tago, a est con la freguesia di Cacilhas, a sud con quella di Cova da Piedade ed a ovest con quella di Pragal.

## Storia
La storia della freguesia si sovrappone nel corso dei secoli a quella della comune omonimo e ne rappresenta, con la freguesia di Cacilhas, una delle parti più antiche, popolata sin dal Paleolitico.
Nel Medioevo era distinta in due freguesias, quella di S.Maria do Castelo e quella di Santiago.

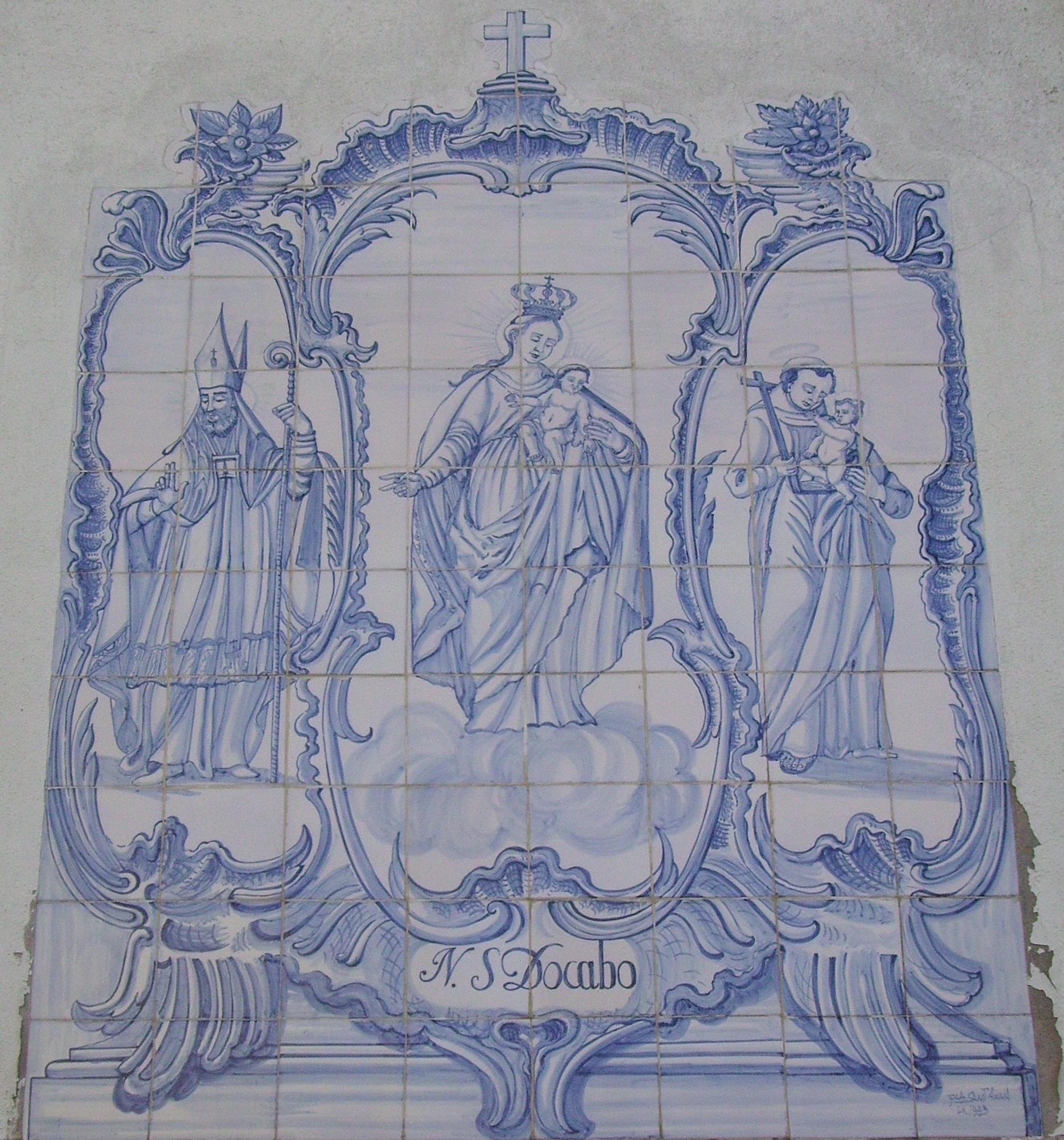
Pannello di N.S. do Cabo (XVIII sec.)

Nel XVI sec. Nicolau de Oliveira afferma che Santiago annovera 250 fuochi e 700 abitanti, mentre S. Maria do Castelo presenta 200 fuochi ma lo stesso numero di abitanti.
Nel 1755 S. Maria do Castelo è colpita duramente dal terremoto che sconvolse la regione di Lisbona e Santiago assume il controllo temporaneo anche della freguesia vicina.
Nel corso della metà del XIX sec. le due freguesias vengono accorpate con la denominazione di Almada, termine che sino a quel momento aveva indicato il territorio comunale.

## Società

### Evoluzione demografica
| Indicatore | 1991   | 2001   | Variazione % |
| ---------- | ------ | ------ | ------------ |
| Residenti  | 22.550 | 19.367 | -15,7        |
| Famiglie   | 8.477  | 8.196  | -3,3         |
| Alloggi    | 9.954  | 10.224 | 2,7          |
| Edifici    | 1.877  | 1.825  | -2,8         |

### Istituzioni, enti e associazioni

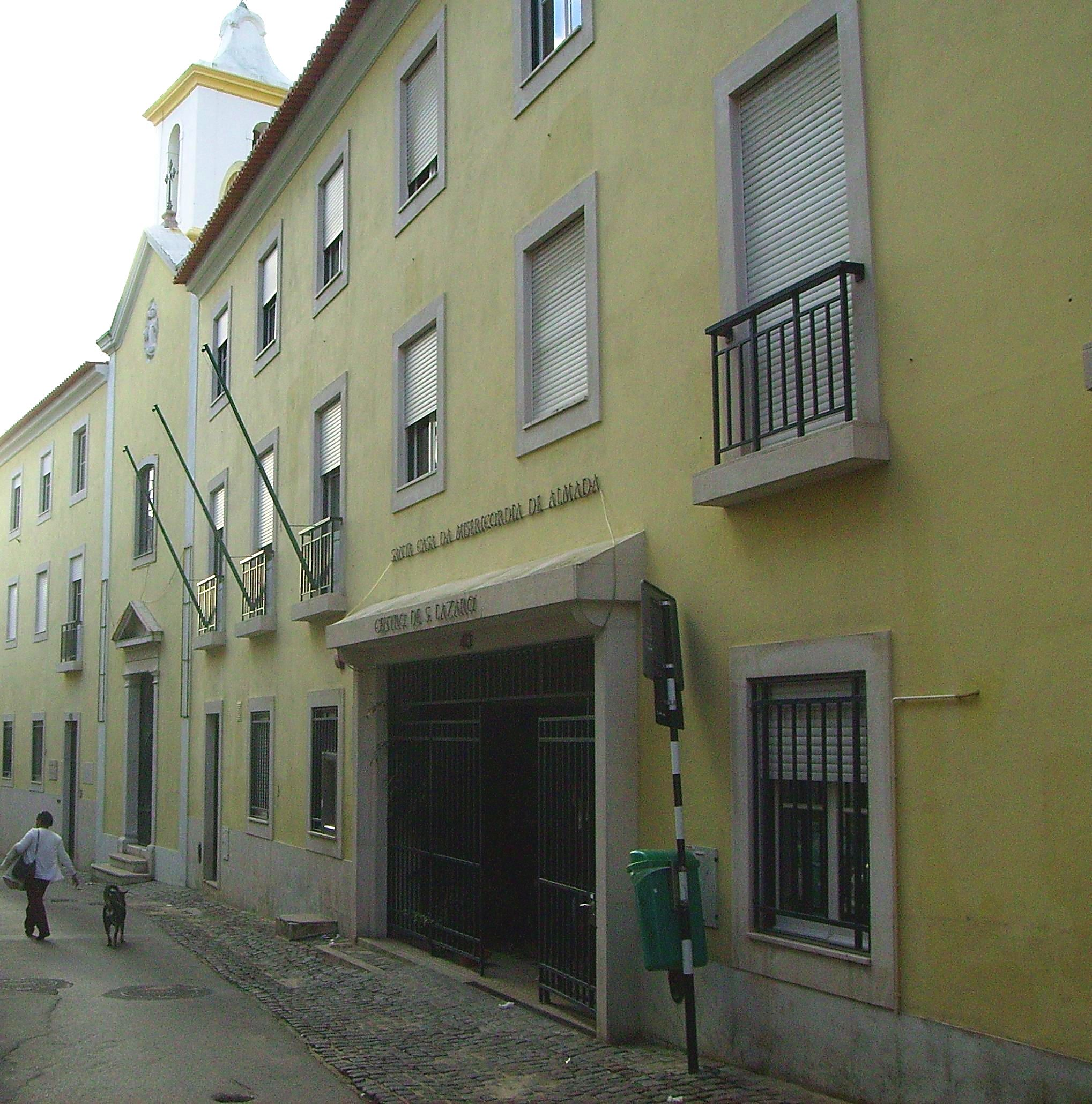
Santa Casa da Misericórdia

- Associação de Amigos da Cidade de Almada
- Associação de Artistas Plásticos do Concelho de Almada
- Associação de Coros Amadores da Área de Lisboa
- Associação de Socorros Mútuos 1º Dezembro
- Associação de Xadrez do Distrito de Setúbal
- Associação Distrital de Judo de Setúbal
- Associação do Comércio e Serviços do Distrito de Setúbal
- Centro de Arqueologia de Almada
- Liberdade Futebol Clube
- Sociedade Filarmonica Incrível Almadense
- Sociedade Filarmonica União Artística Piedense
- União de Reformados, Pensionistas e Idosos do Concelho de Almada

## Economia
Le attività principali della freguesia sono il piccolo commercio, il terziario ed il turismo.

### Turismo

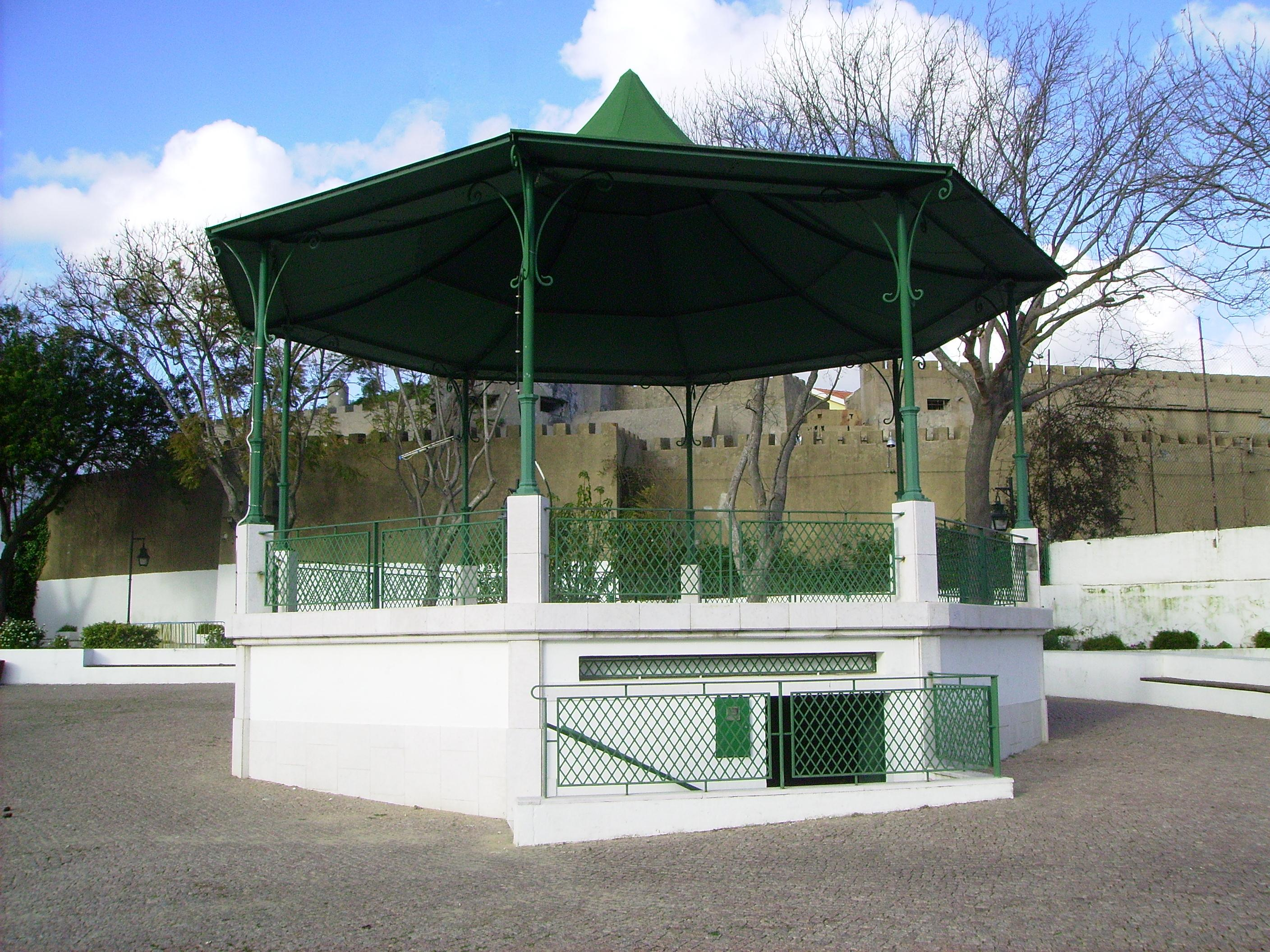
Il coretto dei giardini e sullo sfondo il castello

Almada rappresenta un'escursione obbligatoria per che visita Lisbona, la capitale.
Oltre al Cristo Rei (freguesia di Pragal) ed alle spiagge (Costa de Caparica) è in Almada che possiamo godere del miglior panorama sopra il fiume Tago e la capitale; tale vista, ottenuta dai giardini dell'antico castello, includerà Lisbona ed il Tago, come detto, il Ponte 25 aprile, la statua del Cristo Rei ed il litorale che da Lisbona si snoda in direzione occidente.
Sempre dalla zona del castello, ma in direzione est, è possibile osservare il ponte Vasco da Gama, le cittadine di Barreiro e Seixal ed il Mar da Palha, ampia insenatura formata dal Tago.

## Feste
Festa del santo patrono San Giovanni Battista (24 giugno)

## Gastronomia
I piatti tipici, come avviene in tutta l'area del Comune, sono basati essenzialmente sui prodotti ittici.